# سفارة كوريا الجنوبية في النمسا
سفارة كوريا الجنوبية في النمسا هي أرفع تمثيل دبلوماسي لدولة كوريا الجنوبية لدى النمسا. تقع السفارة في فيينا وهي تهدف لتعزيز المصالح الكورية جنوبية في النمسا.

## وصلات خارجية
- قائمة سفارات كوريا الجنوبية
- قائمة السفارات في النمسا